# Redonographaceae
Redonographaceae is een voormalige botanische naam voor een familie van korstmossen behorend tot de orde Ostropales. Het bestond uit twee geslachtenGymnographopsis en Redonographa, maar deze zijn heringedeeld naar de familie Graphidaceae in een aparte onderfamilie.